# Marianna Fuentes
Marianna Fuentes Pereira (sinh năm 1997) là một nữ hoàng sắc đẹp.

## Hoa hậu Du lịch Thế giới 2019
Fuentes tham gia và đăng quang cuộc thi Hoa hậu Du lịch Panama 2019. Sau đó, cô tham dự Hoa hậu Du lịch Thế giới 2019 được tổ chức tại Croatia và lọt vào Top 18. Ngoài ra, cô còn giành thêm giải thưởng Hoa hậu Du lịch Châu Mỹ.

## Hoa hậu Trái Đất 2019
Fuentes đại diện cho Panama tham gia cuộc thi Hoa hậu Trái Đất 2019. Cô giành được nhiều huy chương trong các phần thi phụ. Trong đêm chung kết, cô không góp mặt trong Top 20 người đẹp nhất.